# Officio sanctissimo
Officio sanctissimo, en español, [Guiado] por el sagrado deber", es la vigésimo tercera encíclica de León XIII, publicada el 22 de dciiembre de 1887, en ella trata sobre la situación de la Iglesia en Baviera.

## Contexto histórico
Tras la constitución del II Reich alemán, Bismarck, como canciller del Reich, impulsó la llamada Kulturkampf -la lucha por la cultura- que suponía una persecución encubierta del catolicismo, y de algún modo también del protestantismo. En 1883 presentó un conjunto de leyes que equivalían a una constitución civil del clero. El pueblo cristiano opuso una firme resistencia, y se reforzó la conciencia católica y la unidad con Roma de los fieles. El año 1878 marcó el culmen de esa situación, habiendo sido expulsados numerosos obispos, miles de sacerdotes y la mayoría de las órdenes religiosas, de modo que en Prusia solo se mantuvieron doce obispos.
La elección del papa León XIII, coincidió con las dificultades interiores en la política de Bismarck, lo que propició un apaciguamiento de esa persecución, de modo que a partir de 1880, fueron abrogándose poco a poco las leyes anticatólicas. No obstante hasta la destitución de Bismark como canciller en 1890, no se cerró el problema. Ante esta situación León XIII dirigió a la iglesia en Alemania su encíclica Iampridem, del 6 de enero de 1886. Precedente, de algún modo, de la Officio sanctissimo, dirigida al episcopado bávaro.

## Contenido
El papa transmite y aplica a la iglesia en Babiera las orientaciones que el año anterior había dado para Prusia con la encíclica Iampridem, a ello se refiere en el incipit.

Officio sanctissimo adducti muneris Apostolici, multum diuque, ipsi nostis, contendimus, ut res Ecclesiae catholicae apud Borussos haberent aliquando melius, atque in gradum dignitatis suum restitutae, ad honorem pristinum amplioremque florescerent. Quae consilia, qui labores Nostri, aspirante Deo et iuvante, sic processere, ut praeteritam querimoniam lenierimus, et spe teneamur de libertate catholici nominis plene ibidem tranquilleque fruenda.
Movidos por el santísimo deber del oficio apostólico, nos hemos esforzado mucho y desde hace mucho tiempo, como bien sabéis, para mejorar la situación de la Iglesia católica en Prusia,  restaurarla en el rango y la dignidad que le corresponde, y recuperar y ampliar su antiguo prestigio. Estas intenciones y esfuerzos nuestros, sostenidos por la ayuda e inspiración divinas, han permitido mitigar el conflicto anterior y cultivar la esperanza de que en ese país se logrará la plena y pacífica libertad de los católicos.

Aunque la situación religiosa en Baviera no es la misma que en Prusia, el papa quiere que se evite cualquier impedimento que pueda socavar o disminuir la libertad de la Iglesia Católica; para ello en la encíclica desea orientae la actitud que ha de mantener la jerarquía y alentar en el mismo sentido a todos los fieles y al mismo poder civil.
Básicamente, advierte y exhorta al clero bávaro a no cejar en su trabajo y creatividad. Por otra parte, los obispos tienen una misión especial en relación con la iglesia y el estado. En este sentido recuerda una carta de su predecesor Pío IX. quien elogió la seriedad de la fe y la defensa de la iglesia en Baviera.
Los obispos guían a las iglesias particulares que les han sido asignadas mediante el consejo, el estímulo y el ejemplo, pero también mediante la autoridad y el poder santo. Esta potestad, que ejercen personalmente en nombre de Cristo, les pertenece como potestad propia, ordinaria y directa, aunque su ejercicio esté reglamentado en última instancia por la más alta autoridad eclesiástica y definido con ciertos límites en cuanto al beneficio de la iglesia o los creyentes pueden. En virtud de esta potestad, los obispos tienen el derecho y el deber de legislar sobre sus súbditos, dictar juicios y reglamentar todo lo que se refiere al orden del culto y del apostolado. A ellos se les confía plenamente el constante cuidado diario de sus diócesis. No deben entenderse como vicarios de los obispos de Roma, porque tienen un poder peculiar a ellos mismos y con toda verdad se les llama líderes del pueblo que gobiernan.
A ellos les compete la formación de los sacerdotes; y para fortalecer a los miembros más jóvenes del clero en sus tareas, es de gran importancia darles una buena educación. Los jóvenes sacerdotes no deben sentirse solos para enfrentarse a los "falsos filósofos" y al "mal".
En cuanto a la situación en las escuelas de Baviera, llama a la preservación de las escuelas católicas, mientras rechaza la "escuela mixta", y también la participación en "clases y eventos comunitarios religiosos"; adevierte, por ello, contra los falsos maestros. Es el deber principal de la Iglesia y el clero preservar las escuelas católicas y promover la educación cristiana.
Recuerda también la necesidad evitar el contagio de la masonería, así dirigiéndose a los Obispos les indica

Es también de suma importancia que advirtáis y procuréis rechazar los peligros que amenazan a vuestros fieles a través del contagio de la Masonería. Ya en otra ocasión, en una Encíclica específica, destacamos cuánto las intenciones y las artes de esta oscura secta están llenas de iniquidad y son fatales para la sociedad, e indicamos los medios para debilitar y sofocar su vigor.

Recuerda que la Iglesia y los obispos tienen una libertad de acción en el ejercicio de su trabajo, que no solo se busca el bien de la Iglesia, si no también el bien de la sociedad. Esta declaración también se menciona en un documento eclesiástico más reciente.